# Abraxas sylvata
Abraxas sylvata é uma espécie de insetos lepidópteros, mais especificamente de traças, pertencente à família Geometridae.
A autoridade científica da espécie é Giovanni Antonio Scopoli, tendo sido descrita no ano de 1763.
Trata-se de uma espécie presente no território português.

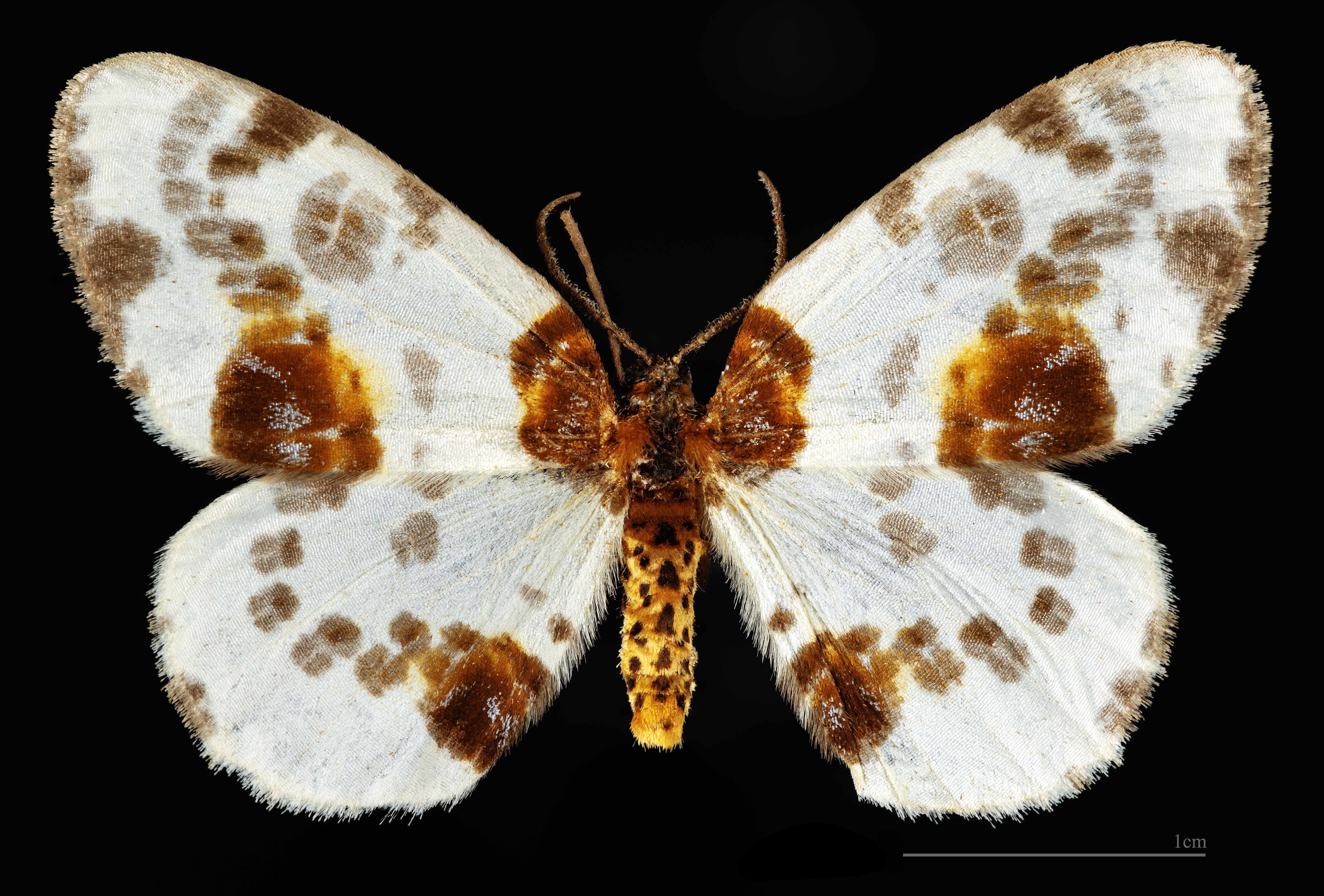
♂
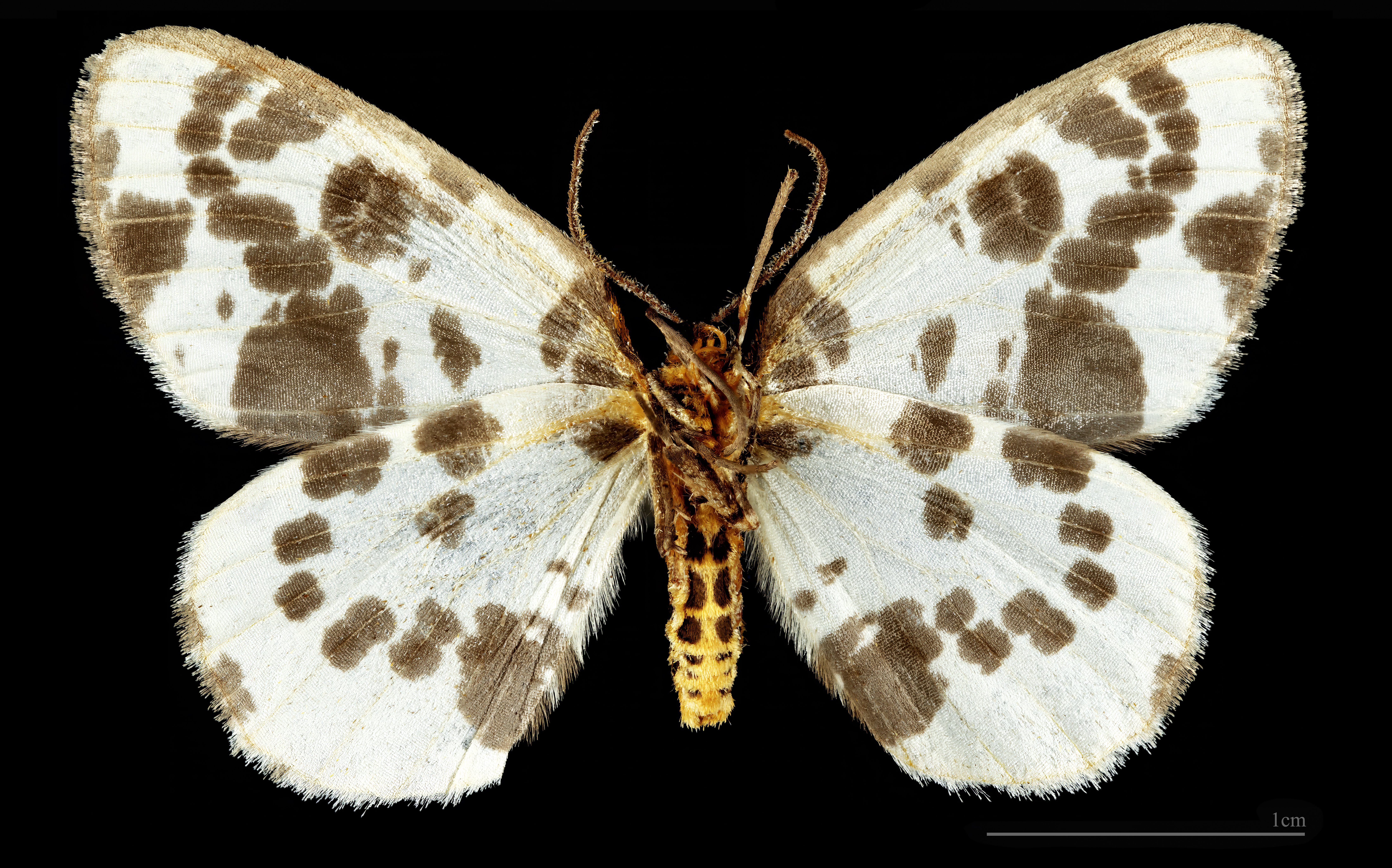
♂ △
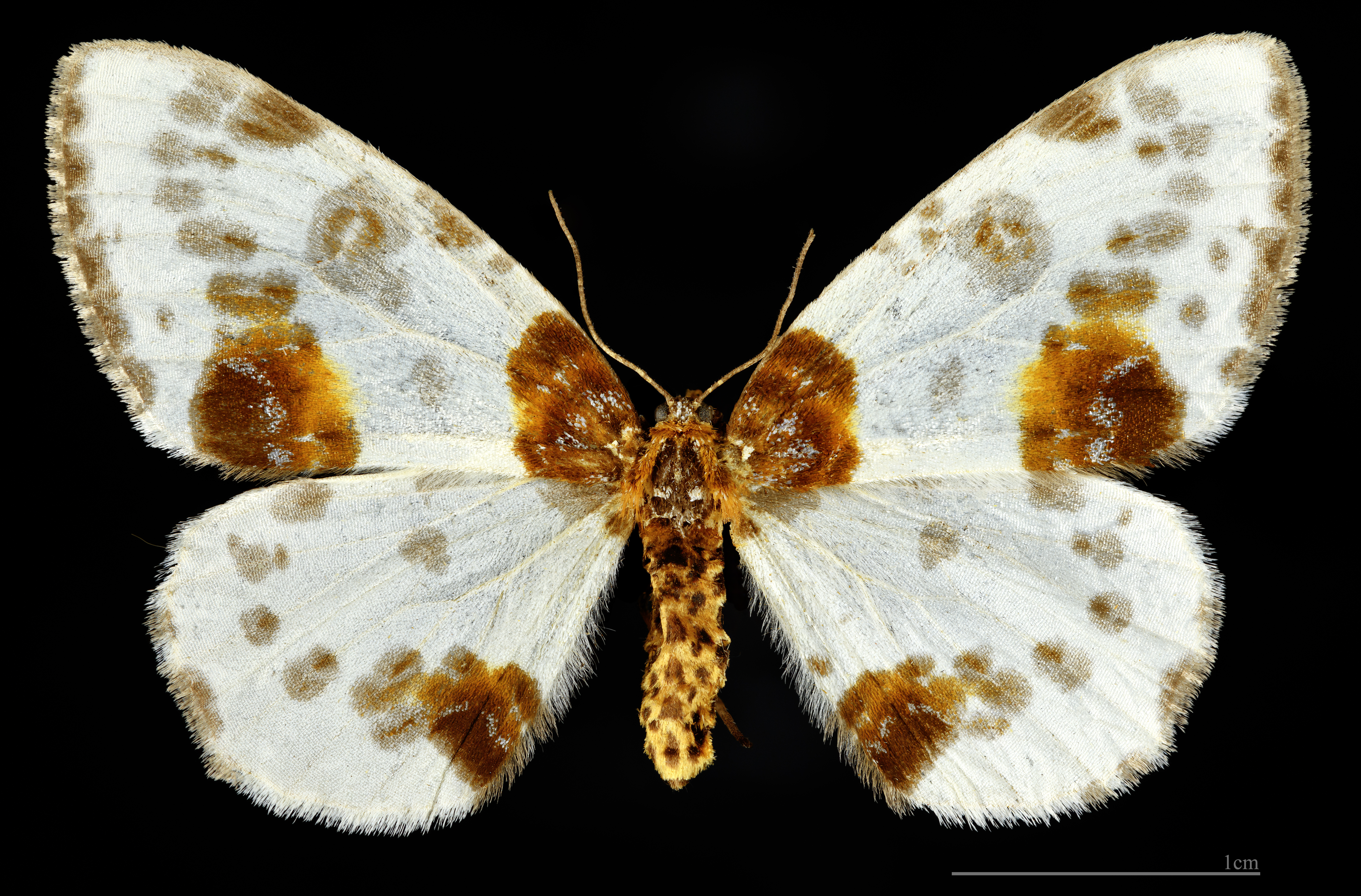
♀
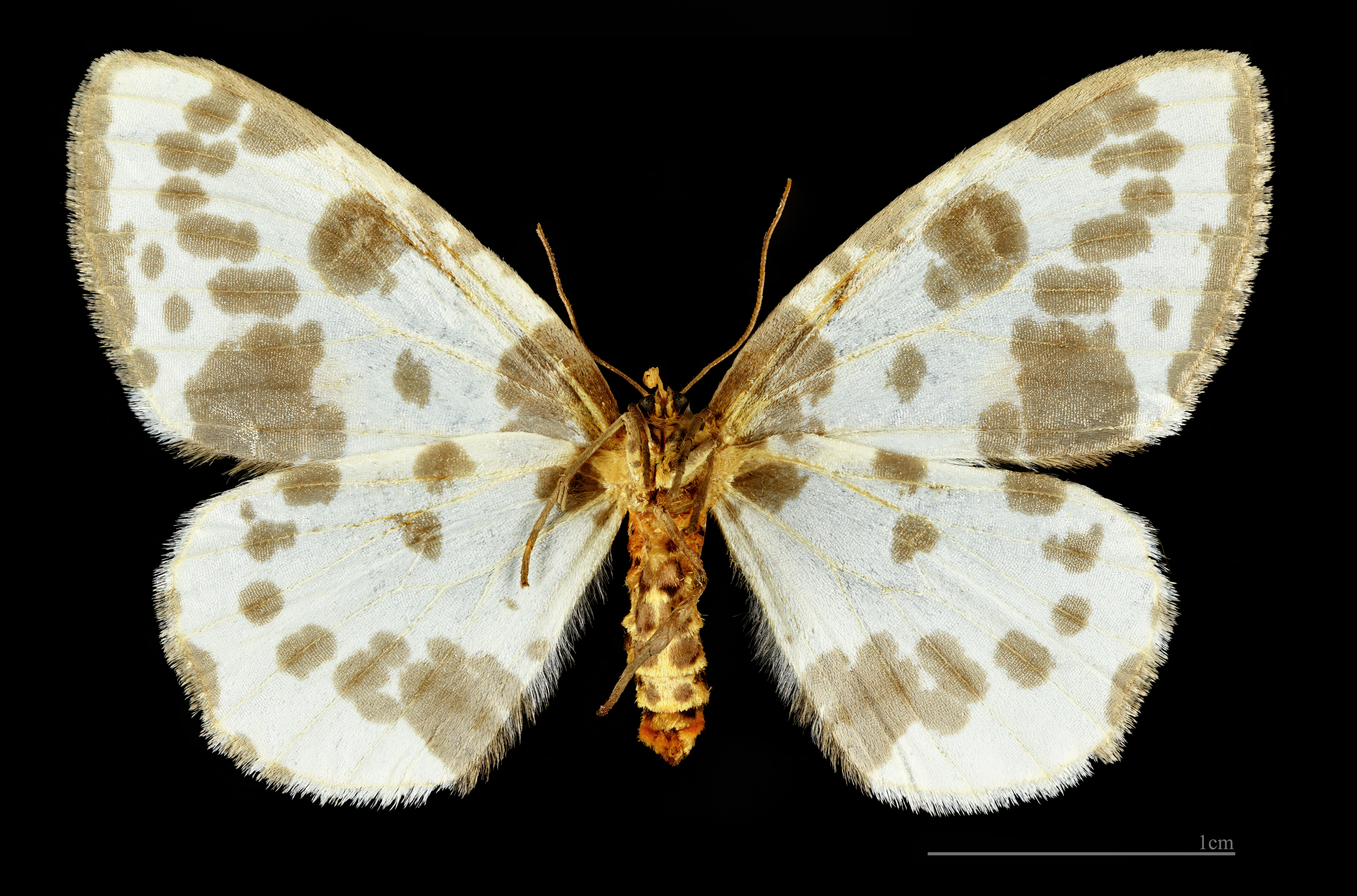
♀ △